# تاریخ‌نگاری اسنادی
تاریخ‌نگاری اسنادی به تاریخ‌نگاری است که فرد با تکیه بر اسناد آرشیوی پس تحلیل و تبیین رویدادها به نگارش تاریخ می‌پردازد. از مروجان این سبک تاریخ‌نگاری به لئوپولد فون رانکه مورخ و تاریخ پژوه آلمانی اشاره کرد.